# Villa Carafa d'Andria de Cillis
Villa Carafa d'Andria de Cillis (già Palazzo de Cillis) è una villa storica, costruita secondo i canoni delle ville vesuviane, situata nel Parco Nazionale del Vesuvio, nel comune di Torre del Greco. Il primo corpo dell'edificio fu costruito già nel XVIII secolo, ma di esso restano visibili solo le cantine dove è evidente lo scavo che fu fatto nella pietra vulcanica. La struttura visibile oggi è frutto della radicale ristrutturazione che la marchesa Eleonora Carafa d'Andria volle apportare nel 1918.

## Storia

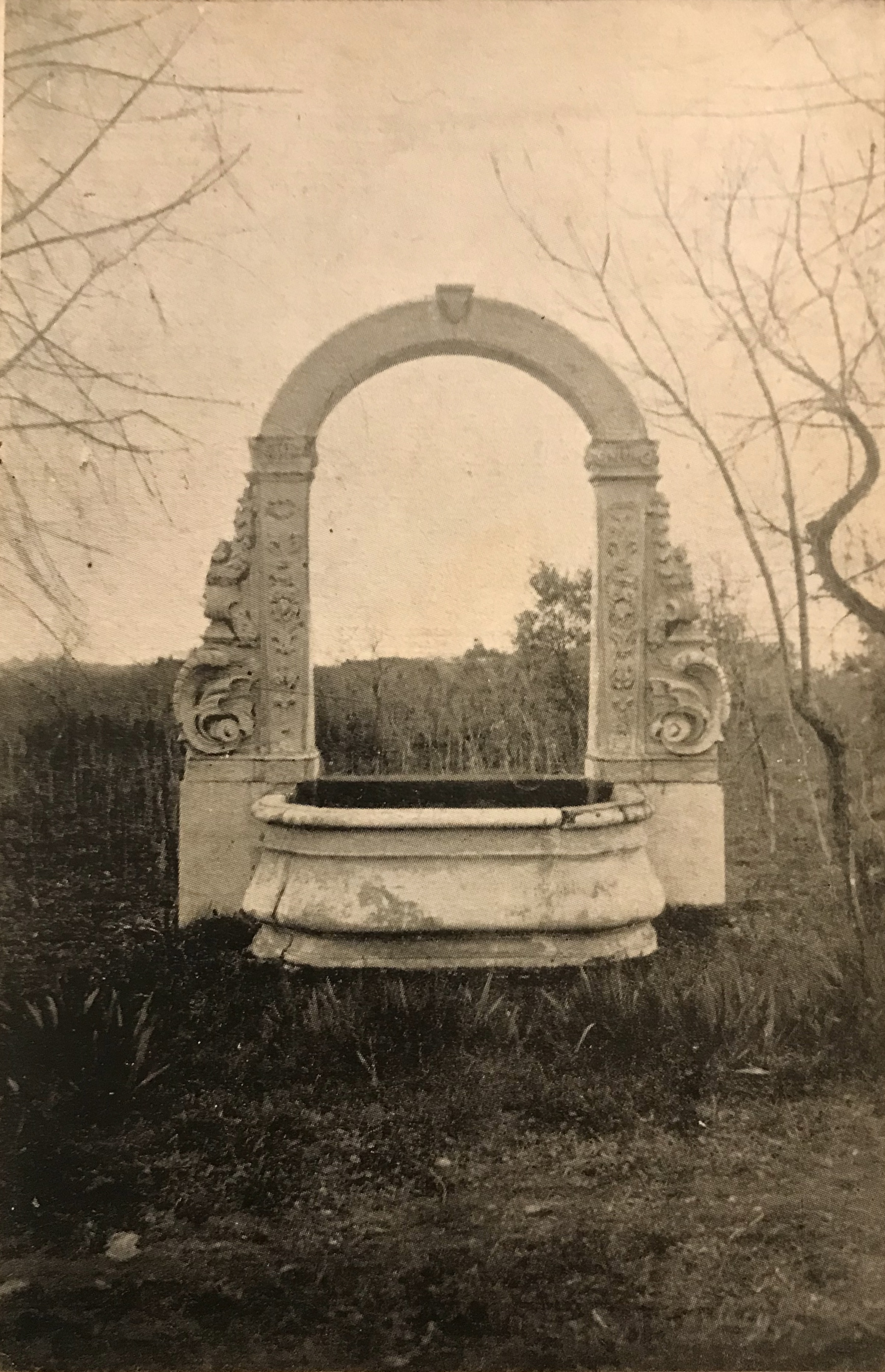
Pozzo in marmo del 1500, oggi perduto.

Pur risalendo alla fine del XVIII secolo, della fabbrica di quell'epoca restano solo le cantine interrate nella roccia lavica e un pozzo rustico. La configurazione attuale è quella voluta dalla marchesa Eleonora Carafa d'Andria de Cillis che nel 1918 trasformò la casa con podere rustico in una villa per residenza estiva. In seguito al matrimonio con Luigi De Cillis, suo vicino di casa, la marchesa Eleonora si trasferì da Napoli a Torre del Greco per godere dell'aria salubre del mare e controllare le rendite della conduzione agricola dei poderi e delle ville di famiglia situate alle pendici del Vesuvio. Tra queste figura anche Villa delle Ginestre, chiamata così per essere stata la dimora di Giacomo Leopardi nell'ultima fase della sua vita.
La trasformazione architettonica del 1918 fu improntata ai canoni estetici del neoclassicismo liberty. In quegli anni la villa fu luogo d'incontro di famiglie nobili napoletane: durante il salotto del mercoledì, infatti, si riunivano personalità come la principessa di Sangro Casacalenda, proprietaria di Villa Campolieto sul Miglio d'oro, il principe Pignatelli, la marchesa di Serracapriola, la marchesa Bonelli da Pompei, i conti Del Balzo e quasi sempre anche letterati ed uomini di cultura; non mancarono scrittori, poeti, artisti tra cui si ricorda anche Benedetto Croce.
In seguito al bombardamento del 15 settembre 1943 che distrusse l'orfanotrofio del Buon Consiglio, la marchesa Eleonora accolse in villa don Raffaele Scauda fondatore dell'orfanotrofio, le suore e le orfanelle. Gli ospiti restarono in villa fin quando la marchesa a sue spese fece ricostruire l'orfanotrofio.
L'ultimo del casato a vivere in alcuni vani della villa Carafa d'Andria de Cillis è stato Ludovico chiamato Pupo, nipote della marchesa Eleonora e figlio della contessa Vittoria, sorella della marchesa e già proprietaria di villa delle Ginestre, alienata allo Stato nel 1962, e del villino del poeta Angioletti, ceduto alla società BTicino.
Dopo la morte della marchesa Eleonora, nel 1973 inizia per la villa un lungo periodo di decadenza. Sarà spogliata dei parati e degli arredi principali per divenire un asilo e scuola elementare col nome "Il Giglio" e successivamente "Scuola Heidi". In circa 40 anni dal giardino sono stati rubati diversi oggetti e strutture di importante valore storico tipici dei giardini vesuviani, tra cui un pozzo del 1500 originario del primo insediamento della famiglia De Cillis nel Regno delle Due Sicilie. Dal 2013 la villa ha subito importanti interventi di restauro con lo scopo di ripristinare sia la solidità strutturale che i giardini di agrumi.

## Descrizione
Palazzo De Cillis alla fine del 1800 era una masseria senza grosse pretese architettoniche, ma dopo la radicale trasformazione in stile neoclassico liberty voluta dalla marchesa Eleonora è stato arricchito da stucchi, fregi colonne, balaustre marmi e riggiole. A quel tempo si devono gli stemmi smaltati delle quattro casate che rappresentavano il matrimonio tra Luigi ed Eleonora apposti all'entrata.
La villa ha pianta ad L, con due piani fuori terra e un piano sottostrada adibito a cantina il tutto costruito con una muratura di pietra lavica vesuviana. Attraverso uno scalone di marmo, si entra all'ingresso del palazzo, posto leggermente rialzato in posizione centrale. Al piano rialzato era situato il salone delle feste con un imponente camino, dal quale si accedeva ai quattro salotti di rappresentanza decorati con stucchi e parati di seta di damasco dai vari colori, di cui oggi non rimane molto.
Grazie al grande scalone in marmo si accede al piano nobile dove due terrazzi, uno ad oriente ed un altro ad occidente rispetto al corpo centrale, movimentano le linee della fabbrica. L'ultimo restauro ha seguito i canoni filologici conservativi ed ha conservato tutti gli elementi neoclassici e liberty, dove non è stato possibile sono stati ripresi antichi disegni di architetti del tempo grazie ai quali sono state ricollocate riggiole, cancelli, lampioni, porte ed arredi vari. I lavori hanno interessato anche il recupero del giardino antico seguendo il gusto del contesto vegetale vesuviano.